# Succinea archeyi
Succinea archeyi es una especie de molusco gasterópodo de la familia Succineidae.

## Distribución geográfica
Se encuentra  en Nueva Zelanda.